# Emanuel Vigeland Mausoleum
L'Emanuel Vigeland Mausoleum (detto anche Emanuel Vigelands Museum o Tomba Emmanuelle) è un edificio-museo di Oslo, in Norvegia. Rappresenta il mausoleo del pittore Emanuel Vigeland, fratello del noto scultore Gustav Vigeland, decorato da un ampio ciclo di affreschi sul tema della vita, morte e rinascita. 

## Storia
All'inizio del 1900, Emanuel Vigeland ebbe l'idea di costruire un museo dedicato alla sua arte, e nel 1926 iniziò a costruire un edificio a Slemdal accanto alla sua residenza privata. Lo scopo dell'edificio era di creare un ampio atelier che, dopo la sua morte, potesse diventare un museo per la sua arte. L'edificio fu completato nel 1928, ma il lavoro sugli interni e sull'arredamento continuò per molti anni a venire. La sua idea principale era di decorare tutte le pareti interne con affreschi. 
Nel 1931, il lavoro sugli affreschi era in pieno svolgimento, ma continuò fino al 1947. L'edificio, che Emanuel Vigeland chiamò Tomba Emmanuelle, è stato il suo mausoleo dalla sua morte nel 1948. 

## Descrizione

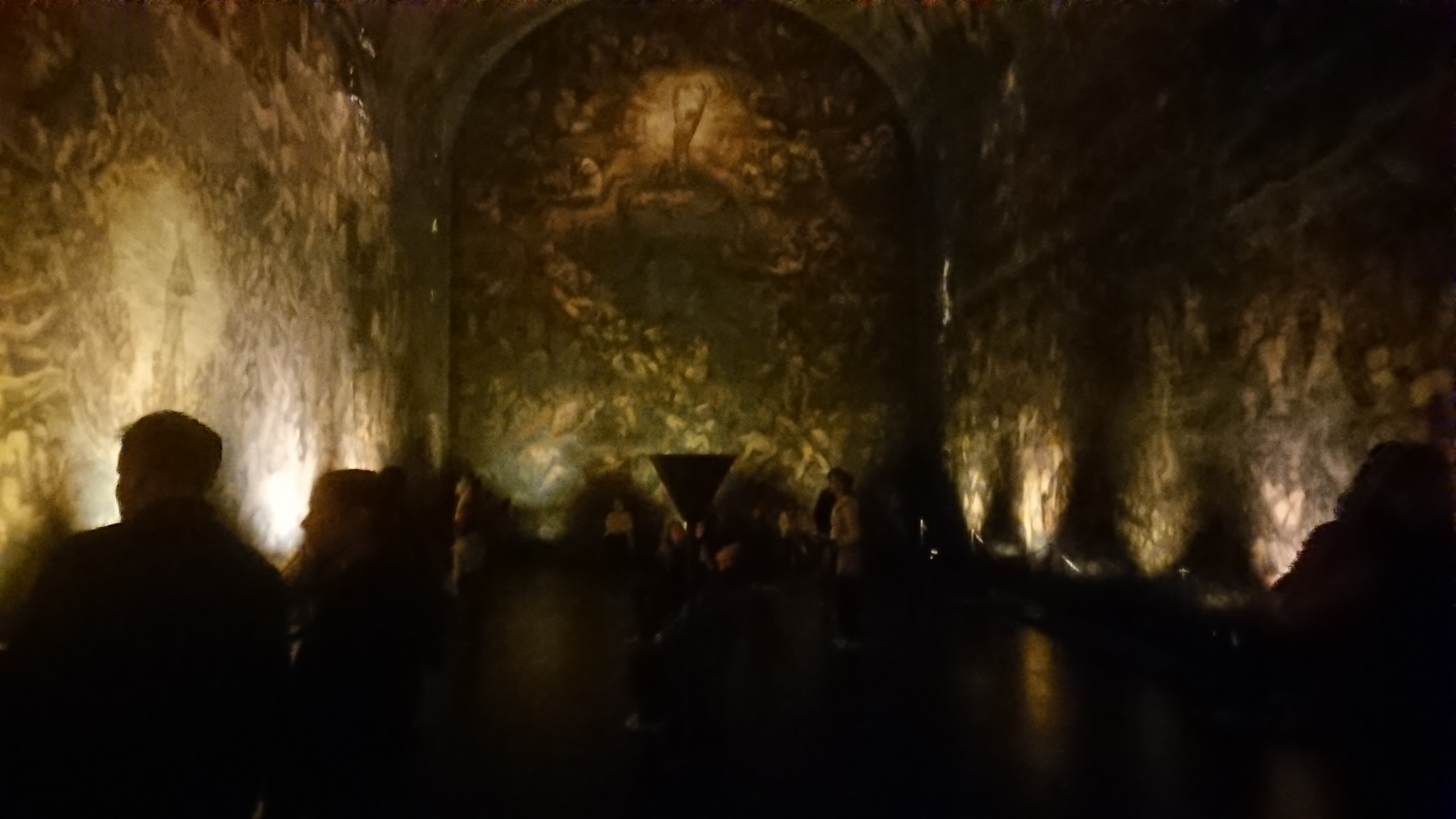
Interno

Emanuel Vigeland progettò personalmente l'edificio che col tempo sarebbe diventato la Tomba Emmanuelle. L'edificio è costruito in mattoni rossi fatti a mano e ha l'aspetto di una cappella, con una sala a volta a botte lunga 22 metri, larga 10 metri e alta 12,5 metri fino alla cima della volta. La superficie totale decorata ha un'area di oltre 800 m². L'edificio ha anche una stanza laterale più piccola di 6×6 metri. L'atelier aveva una buona illuminazione grazie a una grande finestra a quattro sezioni con arco tondo sul frontone nord e una più piccola sulla parete est. Negli anni '40, Vigeland costruì un'ulteriore stanza, che doveva servire come spazio espositivo per le sue opere lasciate. Nell'autunno del 1942, Vigeland murò tutte le finestre e l'apertura verso la sala principale, trasformando così l'atelier nel suo mausoleo.
Vigeland fece del suo mausoleo il suo capolavoro, con le pareti interne e il tetto coperti da un enorme affresco, Vita, che raffigura la vita umana, l'amore e la morte. Vi si possono cogliere citazioni del vorticoso muoversi delle figure del Giudizio universale di Michelangelo nella Cappella Sistina. Grazie alla forma di una piccola chiesa senza finestre, l'ambiente gode di un'acustica travolgente che rende quasi impossibile parlare ad alta voce. Queste straordinarie qualità sono state sfruttate da alcuni musicisti come studio di registrazione, tra i quali Jay Brannan, Myrkur, Tanya Tagaq, Unni Løvlid, Okkyung Lee.
L'entrata del mausoleo vero e proprio, oltre quella dell'anticamera, è molto bassa e l'urna contenente le ceneri dell'artista si trova in una nicchia sopra l'ingresso, costringendo così tutti i visitatori a inchinarsi a lui quando escono. Si dice che Emanuel fosse infastidito dall'essere sempre all'ombra del suo più famoso fratello Gustav Vigeland e che questo gesto di umorismo macabro fosse la sua vendetta postuma.
Nel 1958, il mausoleo fu aperto al pubblico. È gestito dalla fondazione privata Emanuel Vigeland Museum.